# Tarczyk żałobny
Tarczyk żałobny (Cassida atrata) – gatunek chrząszcza z rodziny stonkowatych i podrodziny tarczykowatych. Zamieszkuje głównie środkową i południową część Europy oraz azjatycką część Turcji. Żeruje na szałwiach.

## Taksonomia
Gatunek ten opisany został po raz pierwszy w 1787 roku przez Johana Christiana Fabriciusa.

## Morfologia
Chrząszcz o ciele długości od 6 do 8 mm. Ubarwienie niemal całego ciała, w tym całych odnóży jest matowo czarne. Wyjątkiem jest para bladożółtych, połączonych ze sobą plam na przedniej krawędzi przedplecza oraz czerwonawo lub brunatno zabarwione nasadowe części czułków. Brzegi przedplecza i pokryw są rozpłaszczone; te ostatnie pozbawione wałeczkowatych zgrubień. Powierzchnia pokryw jest punktowana nieregularnie. Stopy mają rozchylone, pozbawione ząbków przy nasadach pazurki wystające poza wieńce szczecinek na trzecich członach. Genitalia samicy cechują się asymetrycznie C-kształtną, wyraźnie zakrzywioną pod rozwartym kątem spermateką, przywodzącą na myśl kształtem rękawicę bokserską. Jej nodulus jest krótki, nienabrzmiały i przyciemniony u nasady. Stosunkowo szeroki przewód spermateki jest w części bliższej prosty i rurkowaty, dalej szeroko skręcony, aż w końcu regularnie spiralny.

## Ekologia i występowanie

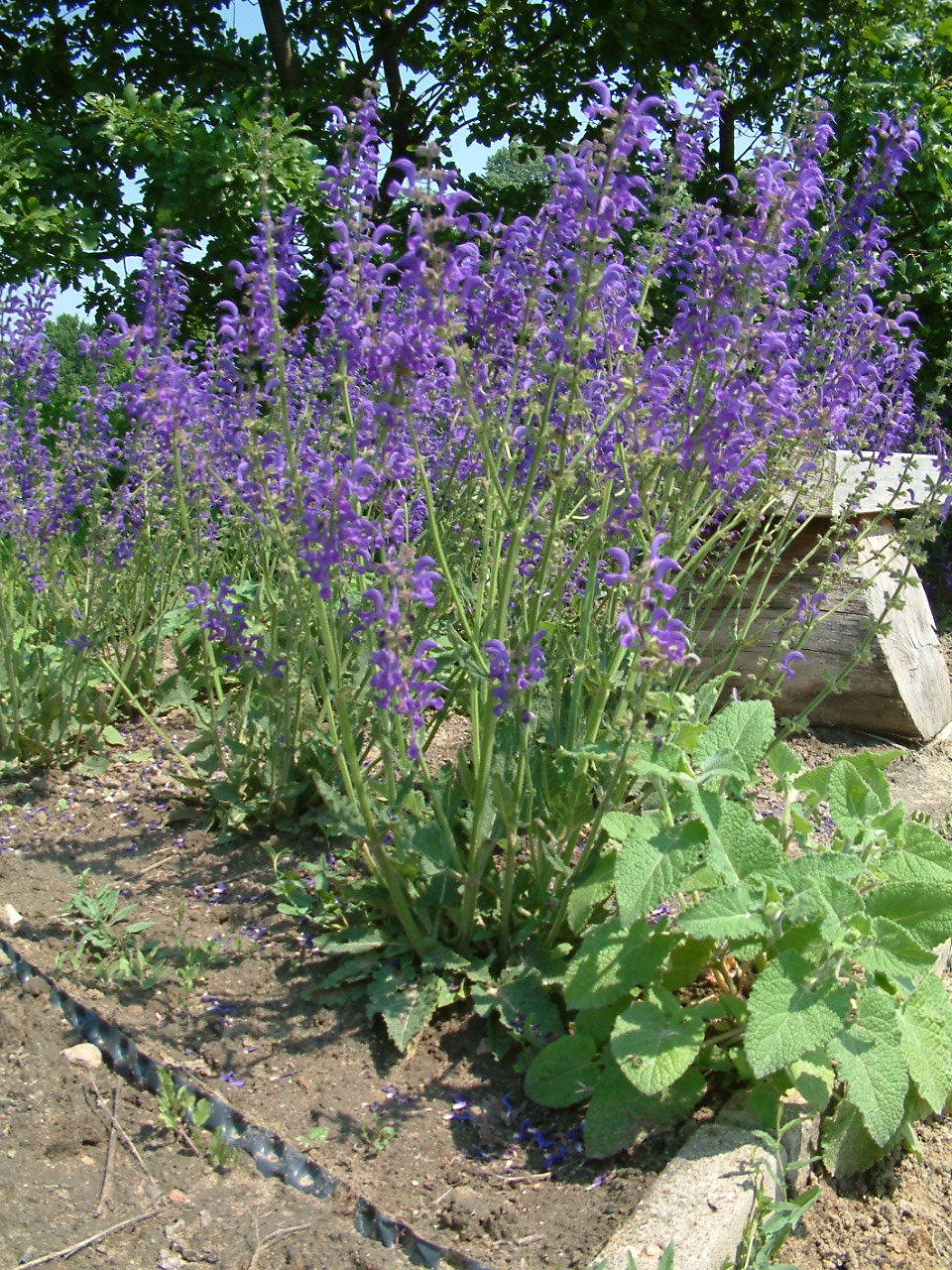
Szałwia łąkowa, roślina żywicielska

Owad ten zamieszkuje głównie siedliska o charakterze kserotermicznym. Zarówno osobniki dorosłe, jak i larwy tego tarczyka są fitofagami żerującymi na szałwiach. Odnotowano ich żerowanie na szałwii lepkiej i szałwii łąkowej. Niektórzy autorzy wymieniali jako ich roślinę żywicielską także chaber łąkowy, jednak brak jest potwierdzenia tych doniesień w nowszej literaturze.
Gatunek palearktyczny o zasięgu środkowo-wschodnioeuropejskim, znany z Niemiec, Austrii, Włoch, Polski, Czech, Słowacji, Węgier, Białorusi, Ukrainy, Rumunii, Mołdawii, Bułgarii, Słowenii, Chorwacji, Bośni i Hercegowiny, Serbii, Czarnogóry, Albanii, Macedonii Północnej, Grecji i Turcji (prowincje Ankara, Bolu, Bursa, Çorum, Edirne, Eskişehir, Isparta, Kayseri, Mersin i Niğde). Niepewne doniesienia o jego występowaniu pochodzą z Francji. W Polsce jest to gatunek bardzo rzadki, znany z nielicznych stanowisk. Dawniej notowany był z Dolnego Śląska i okolic Przemyśla, jednak jego powojenne stanowiska ograniczają się do Gór Pieprzowych, Wyżyny Małopolskiej i Bieszczadów. W 2002 roku umieszczono go na Czerwonej liście zwierząt ginących i zagrożonych w Polsce jako gatunek bliski zagrożenia wyginięciem w tym kraju (NT). Z kolei na „Czerwonej liście gatunków zagrożonych Republiki Czeskiej” znalazł się ze statusem krytycznie zagrożonego wyginięciem (CR).